# Bad Kleinen (stacja kolejowa)
Bad Kleinen – stacja kolejowa w Bad Kleinen, w kraju związkowym Meklemburgia-Pomorze Przednie, w Niemczech. Znajdują się tu 3 perony.
Wejście na perony tunelem. Przy stacji parking i parking rowerowy.